# Realm of Satan
Realm of Satan és una pel·lícula documental estatunidenca del 2024. escrita i dirigida per Scott Cummings

## Argument
Una mirada a l'Església de Satan, mostrant la vida quotidiana dels membres de la secta, els seus rituals i el seu pensament.

## Alliberament
La pel·lícula es va estrenar al Festival de Cinema de Sundance el 21 de gener de 2024. També també es va projectar a la secció Sitges Documenta al LVII Festival Internacional de Cinema Fantàstic de Catalunya.